# Emine Erdoğan

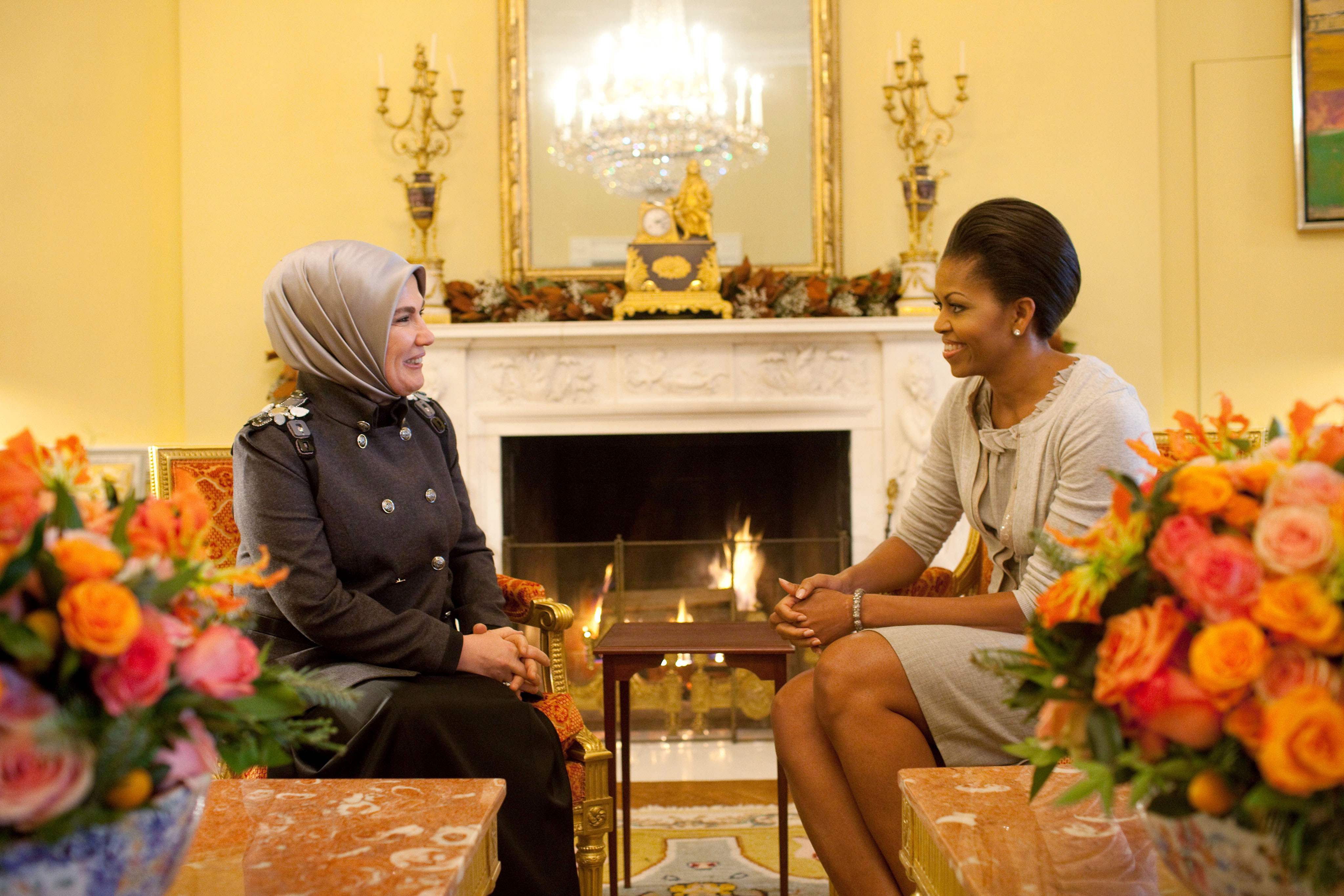
Emine Erdoğan amb Michelle Obama

Emine Erdoğan (Fatih, Istanbul, 21 de febrer de 1955), nascuda com a Emine Gülbaran, és l'esposa de l'actual President de Turquia, Recep Tayyip Erdoğan.
Va néixer com a filla única i la menor d'una família de cinc varons. Posteriorment va assistir a l'Escola Vespertina d'Art Mithat Paşa, però va deixar els estudis abans de graduar-se. Gülbaran es va unir a l'«Associació de dones idealistes». Durant aquestes activitats va conéixer Recep Tayyip Erdoğan en una conferència. Ambdós es van casar el 4 de juliol de 1978. El matrimoni té quatre fills: Ahmet Burak, Bilal Necmettin, Sümeyye i Esra.